# Отверженные (фильм, 2012)
«Отверженные» (фр. Les Misérables) — эпическая историческая музыкальная драма 2012 года, четвёртый полнометражный фильм, снятый Томом Хупером по сценарию Уильяма Николсона, Алена Бублиля, Клода-Мишеля Шёнберга и Герберта Крецмера, основанный на одноимённом мюзикле Шёнберга, Бублиля и Жана-Марка Нателя, который, в свою очередь, основан на романе 1862 года «Отверженные» Виктора Гюго. В фильме снимается ансамбль актёров во главе с Хью Джекманом, Расселом Кроу, Энн Хэтэуэй, Эдди Редмэйном, Амандой Сейфрид, Хеленой Бонем Картер и Сашей Бароном Коэном, а также Самантой Баркс, Аароном Твейтом и Дэниелом Хаттлстоуном в ролях второго плана.
Действие фильма происходит во Франции в начале девятнадцатого века. Фильм рассказывает историю Жана Вальжана, который, будучи десятилетиями преследуемым безжалостным полицейским Жавером после нарушения условно-досрочного освобождения, соглашается заботиться о дочери рабочего фабрики. История достигает разрешения на фоне Июньского восстания 1832 года.
После выхода мюзикла экранизация погрязла в производственном аду более чем на десять лет, поскольку права были переданы нескольким крупным студиям, и рассматривались различные режиссёры и актёры. В 2011 году продюсер мюзикла Кэмерон Макинтош продал права на экранизацию Эрику Феллнеру, который финансировал фильм с Тимом Беваном и Деброй Хэйуорд через свою продюсерскую компанию Working Title Films. В июне 2011 года официально началось производство фильма, и Хупер был нанят в качестве режиссёра. Главные герои были утверждены позже в том же году. Основные съёмки начались в марте 2012 года и закончились в июне. Съёмки проходили в Гринвиче, Лондоне, Чатеме, Винчестере, Бате и Портсмуте, Англия; в Гурдоне, Франция; и в павильонах студии Pinewood Studios.
Премьера фильма Отверженные состоялась в кинотеатре Odeon Luxe Leicester Square в Лондоне 5 декабря 2012 года, а его релиз состоялся 25 декабря 2012 года в США и 11 января 2013 года в Великобритании компанией Universal Pictures. Фильм получил в целом положительные отзывы критиков, многие из которых хвалили режиссуру, производственные ценности, музыкальные номера и актёрский состав, причём чаще всего хвалили Джекмана, Хэтэуэй, Редмэйна, Сейфрид, Твейта и Баркса. Однако пение и игра Кроу в роли Жавера подверглись критике. Он собрал 442,8 миллиона долларов по всему миру при производственном бюджете в 61 миллион долларов во время его первоначального театрального проката.
Фильм был номинирован в 8 категориях на 85-й церемонии вручения премии «Оскар», выиграв 3 из них, в том числе «Лучшую женскую роль второго плана» (Энн Хэтэуэй), «Лучший грим и причёски» и «Лучший звук», и получил множество других наград.
На DVD и Blu-Ray в России фильм был выпущен 25 апреля 2013 года от компании «Двадцатый век Фокс СНГ».
Новая цифровая ремиксованная и ремастерированная версия фильма была выпущена в кинотеатрах Dolby Cinema 14 февраля 2024 года в Великобритании и 23 февраля 2024 года в США в ознаменование предстоящего 40-летия мюзикла в 2025 году.

## Сюжет
Действие развивается в начале XIX столетия. Жан Вальжан (Хью Джекман) после 19-летнего пребывания на каторге за кражу хлеба для семьи своей сестры получает свободу. Только «свобода» — понятие растяжимое. Каждый месяц он должен отчитываться у юриста, на работу его не берут и даже презирают. Но однажды его приютил епископ Диньский, который отнёсся к нему как к брату. Жан Вальжан, всё ещё не верящий в любовь, крадёт в доме всё серебро и бежит. Утром его приводят к архиепископу. По словам стражей правопорядка, мужчина сказал, что серебро ему подарил сам архиепископ. Последний соглашается со словами Вальжана и даже дарит ему ещё два серебряных подсвечника, которые Жан Вальжан хранит до самой смерти. Его настолько тронул поступок архиепископа, что он рвёт все свои документы и начинает новую жизнь. Жан Вальжан продаёт всё серебро и спустя 8 лет становится мэром города.
В это время рабочая швейной фабрики (владельцем которой является Вальжан) Фантина (Энн Хэтэуэй) вынуждена терпеть домогательства цехового мастера и неприязнь товарок. У неё есть тайна: несколько лет назад мужчина обманул её и уехал, а она забеременела и родила от него дочь. Девочка, Козетта (настоящее имя Эфрази, Аманда Сэйфрид), растёт у трактирщика (Саша Барон Коэн) и его жены (Хелена Бонем Картер), у которых есть дочь Эпонина (по книге у них две дочери — Эпонина и Азельма). Они жестоко обходятся с девочкой, при этом пишут её матери, что она часто болеет. Фантина отсылает им много денег, думая что спасает дочь. Вскоре её тайну раскрывают и увольняют с работы. В отчаянии женщина продаёт свои волосы и зубы, дабы спасти «больную» дочь. Затем она становится проституткой.
В одну ночь, когда к ней приходит клиент, она отказывается работать, но мужчина был очень настойчив, и Фантина ударила его. В этот момент появляются стражи правопорядка, в том числе и Жавер (Рассел Кроу) — бывший смотритель на каторге. Жан Вальжан спасает Фантину от тюрьмы и везёт в больницу. Женщина просит его заботиться о своей дочери и умирает. Жавер понимает, что мэр — это Жан Вальжан, и хочет посадить его в тюрьму, так как много лет искал беглеца. Жан Вальжан бежит.
В это время Козетту посылают в зимний лес за водой, где её находит Вальжан. Он выкупает девочку у трактирщиков и, преследуемый Жавером, просит приюта у церковного садовника. Девушка растёт в монастыре.
Проходит много лет, времена Июньского восстания. В центре сюжета Друзья азбуки — студенты, затеявшие революцию. Им помогает также маленький Гаврош — сын обедневших трактирщиков. Мариус (Эдди Редмейн), один из членов сообщества, замечает на улице Козетту и тут же влюбляется в неё. Девушке также понравился молодой человек. С помощью влюблённой в него Эпонины Мариус находит дом, где живёт Козетта, и втайне от всех они знакомятся.
Из-за появления Жавера Жан Вальжан с дочерью вынуждены бежать, но Гаврош приносит записку с баррикад. Дабы спасти возлюбленного Козетты, мужчина отправляется в самое пекло восстания. Как раз в этот момент студенты задержали Жавера, поэтому дают Жану Вальжану возможность его убить. Тот соглашается, но не убивает Жавера, а отпускает на свободу. В это время на баррикадах снова начинается бойня. Во время битвы убивают Эпонину. Все в трауре, когда бой возобновляется. На этот раз правоохранители убивают сначала Гавроша, а потом и всех остальных: Анжольраса, Грантера, Курфейрака, Жана Прувера, Жоли, Фейи, Комбефера, Баореля и Боссюэ. Жан Вальжан спасает раненого Мариуса через канализацию, встретив по дороге трактирщика. Последний украл у Мариуса фамильное кольцо. На выходе из канализации Вальжана и полуживого Мариуса поджидает Жавер, утверждающий, что в любом случае привлечёт беглеца к ответственности за все преступления, который тот совершил, однако не решается выстрелить в человека, который недавно спас ему жизнь. Муки совести побуждают стража правосудия к самоубийству.
Мариус выздоравливает, они с Козеттой венчаются. Жан Вальжан рассказывает юноше свою историю и уезжает в монастырь умирать. На свадьбу приходят Тенардье (трактирщик с женой) и говорят Мариусу гадости о Жане Вальжане, не понимая, что объясняют ему, кто его спас. Мариус и Козетта бегут в монастырь, заставая последние минуты жизни Жана Вальжана.
Когда он умирает, его встречает Фантина, архиепископ и все погибшие на баррикадах. Звучит последняя песня.

## В ролях
| Актёр               | Роль            |
| ------------------- | --------------- |
| Хью Джекман         | Жан Вальжан     |
| Рассел Кроу         | инспектор Жавер |
| Энн Хэтэуэй         | Фантина         |
| Аманда Сейфрид      | Козетта         |
| Изабель Аллен       | юная Козетта    |
| Саша Барон Коэн     | месье Тенардье  |
| Хелена Бонэм Картер | мадам Тенардье  |
| Эдди Редмэйн        | Мариус Понмерси |
| Аарон Твейт         | Анжольрас       |
| Саманта Баркс       | Эпонина         |
| Дэниел Хаттлстоун   | Гаврош          |
| Колм Уилкинсон      | епископ Мириэль |

## Создание

### Кастинг
В июне 2011 года Хью Джекман выразил желание сыграть Жана Вальжана, а Пол Беттани — инспектора Жавера. Вскоре Беттани был заменён Расселом Кроу. Остальные актёры, согласившиеся играть в картине — Энн Хэтэуэй, Саша Барон Коэн, Хелена Бонэм Картер. На роль месье Тенардье рассматривался Джеффри Раш, впоследствии отказавшийся от роли. Аманда Сейфрид сказала в интервью, что её прослушивания длились 4 месяца, прежде чем она получила роль Козетты. Она была в абсолютном неведении относительно других претенденток на эту роль, но постоянно слышала, что не подходит для этого мюзикла. Во время прослушивания Сэйфрид также играла роль Фантины. Она набрала хорошую вокальную и физическую форму, рассчитывая получить одну из ролей. После того как роль Фантины отошла Энн Хэтэуэй, Сэйфрид была дана роль Козетты.
Некоторые из исполнителей уже получали роли в других постановках этого мюзикла: Колм Уилкинсон (Жан Вальжан, 1985—1995), Саманта Баркс (Эпонина, 2010), Аманда Сейфрид (Козетта в детстве).

## Награды и номинации
| Награда                        | Категория                                   | Номинант                                                                                   | Результат |
| ------------------------------ | ------------------------------------------- | ------------------------------------------------------------------------------------------ | --------- |
| Оскар                          | Лучший фильм                                | Тим Беван, Эрик Феллнер, Дебра Хэйуорд, Кэмерон Макинтош                                   | Номинация |
| Оскар                          | Лучшая мужская роль                         | Хью Джекман                                                                                | Номинация |
| Оскар                          | Лучшая женская роль второго плана           | Энн Хэтэуэй                                                                                | Победа    |
| Оскар                          | Лучшая работа художника-постановщика        | Ив Стюарт, Анна Линч-Робинсон                                                              | Номинация |
| Оскар                          | Лучший дизайн костюмов                      | Пако Дельгадо                                                                              | Номинация |
| Оскар                          | Лучший грим и причёски                      | Лиза Уэсткотт, Джули Дартнелл                                                              | Победа    |
| Оскар                          | Лучший звук                                 | Энди Нельсон, Марк Паттерсон и Саймон Хейз                                                 | Победа    |
| Оскар                          | Лучшая песня к фильму                       | Suddenly (музыка: Клод-Мишель Шонберг; слова: Герберт Крецмер и Ален Бублиль)              | Номинация |
| BAFTA                          | Лучший фильм                                | Тим Беван, Эрик Феллнер, Дебра Хэйуорд, Кэмерон Макинтош                                   | Номинация |
| BAFTA                          | Лучший британский фильм                     | Том Хупер, Тим Беван, Эрик Феллнер, Дебра Хэйуорд, Кэмерон Макинтош, Уильям Николсон и др. | Номинация |
| BAFTA                          | Лучшая мужская роль                         | Хью Джекман                                                                                | Номинация |
| BAFTA                          | Лучшая женская роль второго плана           | Энн Хэтэуэй                                                                                | Победа    |
| BAFTA                          | Лучшая операторская работа                  | Дэнни Коэн                                                                                 | Номинация |
| BAFTA                          | Лучшая работа художника-постановщика        | Ив Стюарт, Анна Линч-Робинсон                                                              | Победа    |
| BAFTA                          | Лучший дизайн костюмов                      | Пако Дельгадо                                                                              | Номинация |
| BAFTA                          | Лучший грим и причёски                      | Лиза Уэсткотт                                                                              | Победа    |
| BAFTA                          | Лучший звук                                 | Саймон Хейес, Энди Нельсон, Марк Патерсон, Джонатан Аллен, Ли Уолпол, Джон Уорхёрст        | Победа    |
| Золотой глобус                 | Лучший фильм — комедия или мюзикл           |                                                                                            | Победа    |
| Золотой глобус                 | Лучшая мужская роль в комедии или мюзикле   | Хью Джекман                                                                                | Победа    |
| Золотой глобус                 | Лучшая женская роль второго плана           | Энн Хэтэуэй                                                                                | Победа    |
| Золотой глобус                 | Лучшая песня                                | Suddenly (музыка: Клод-Мишель Шонберг; слова: Герберт Крецмер и Ален Бублиль)              | Номинация |
| Премия Гильдии киноактёров США | Лучший актёрский состав в игровом кино      |                                                                                            | Номинация |
| Премия Гильдии киноактёров США | Лучшая мужская роль                         | Хью Джекман                                                                                | Номинация |
| Премия Гильдии киноактёров США | Лучшая женская роль второго плана           | Энн Хэтэуэй                                                                                | Победа    |
| Премия Гильдии киноактёров США | Лучший каскадёрский ансамбль в игровом кино |                                                                                            | Номинация |

## Критика
| Рейтинги                | Рейтинги |
| Издание                 | Оценка   |
| ----------------------- | -------- |
| Allrovi                 | [ 21 ]   |
| Internet Movie Database | [ 22 ]   |
| Empire                  | [ 23 ]   |
| Metacritic              | [ 24 ]   |
| Rotten Tomatoes         | [ 25 ]   |
| Афиша                   | [ 26 ]   |

Фильм получил достаточно положительные отзывы. На сайте Rotten Tomatoes из 222 отзывов 70 % критиков дали картине положительную оценку.